# Efferia tricella
Efferia tricella là một loài ruồi trong họ Asilidae. Efferia tricella được Bromley miêu tả năm 1951. Loài này phân bố ở vùng Tân Bắc giới.